# Халибы

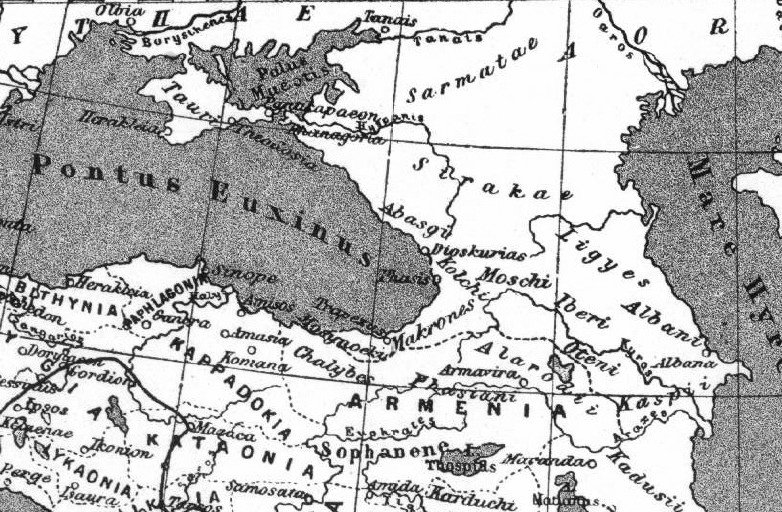
Халибы (Chalybe) между Каппадокией и Арменией

Ха́либы (греч. Χάλυβες, греч. Χάλυβοι) — древний народ, живший в Малой Азии на побережье Чёрного моря между племенами тибаренов (обитавших в районе Синопа) на западе и моссинойков на востоке.
От черноморских халибов отличны халибы, жившие восточнее и называвшиеся у древних писателей также халдеями (это лингвистическая путаница), которые несколько отличались от вавилонских халдеев и армено-халибов.

## Сообщения античных авторов
В V веке до н. э. — Геродот перечисляет халибов в числе племён Малой Азии, подвластных Крезу, жили они у побережья Чёрного моря возле устья реки Галис (современный г. Самсун в Турции). Халибы возможно были потомками хатто-хеттской державы, в троянской войне они воевали на стороне троянцев.
В V веке до н. э. — Эсхил в одной из своих трагедий писал:

Прежде всего поверни отсюда к восходу солнца и иди по невспаханным степям; ты придешь к кочевникам-скифам, …. К ним ты не приближайся, но удались из этой страны, идя вдоль шумного и утесистого морского берега. По левую руку живут обрабатывающие железо халибы, … Далее ты достигнешь Буйной реки, …; не переправляйся через неё, …, пока не придешь к самому Кавказу, …. Перевалив через поднимающиеся до звезд высоты, ты вступишь на конную дорогу, по которой придешь к враждебной мужам рати амазонок, которые со временем поселятся в Фемискире у Термодонта, где находится суровая Салмидесская бухта, …; амазонки очень охотно укажут тебе дорогу. За ними ты достигнешь у самых узких врат озера до Киммерийского перешейка; смело миновав его, переплыви Мэотийский пролив …. Покинув европейскую землю, ты вступишь на азиатский материк…

В II веке до н. э. Аполлоний Родосский, ссылаясь на других античных авторов, писал:

«… Полифем окончил жизнь в сражении с халибами. Это народ скифский.
… Халибы — скифский народ за Термодонтом; они, открыв железные рудники, занимаются их разработкою. Халабами они названы от Аресова сына Халиба. Упоминает о них и Каллимах; „да погибнет род халибов, которые открыли это злое творение, поднимающееся из земли“.»

Аристотель оставил описание халибского способа получения железа:

«… халибы несколько раз промывали речной песок их страны, добавляли к нему какое-то огнеупорное вещество, и плавили в печах особой конструкции; полученный таким образом металл имел серебристый цвет и был нержавеющим».
К IV веку н. э. относится одно из последних упоминаний халибов, которое сделал Руф Фест Авиен, в своем произведении «Описание земного круга»
где он писал:

Далее тибарены, а выше их халибы, где богатые гибельным железом поля оглашаются стуком высоких наковален. За ними расстилаются десятины земли ассирийской и Териодонт, берущий начало с Арменийского хребта, лижет нивы племени амазонид (…)

## Выплавка железа
Халибам приписывалось изобретение технологии выплавки железа: от их названия происходит греч. Χάλυβας — «сталь», «железо».
В качестве сырья для выплавки железа использовались магнетитовые пески, запасы которых встречаются по всему побережью Чёрного моря — эти магнетитовые пески состоят из смеси мелких зёрен магнетита, титано-магнетита, ильменита, и обломков других пород, так что выплавляемая халибами сталь была легированной, и, видимо, обладала высокими качествами.
Такой своеобразный способ получения железа не из руды говорит о том, что халибы, скорее, открыли железо как технологический материал, но не способ его повсеместного промышленного производства. Видимо, их открытие послужило толчком для дальнейшего развития металлургии железа, в том числе из руды, добываемой в копях.
Во II веке н. э. Климент Александрийский в своём энциклопедическом труде «Строматы» (глава 21) упоминает, что по греческим преданиям железо было открыто на горе Иде — так называлась горная цепь возле Трои, напротив острова Лесбос (в Илиаде она упоминается как гора Ида, с которой Зевс наблюдал за битвой греков с троянцами).
В хеттских текстах железо обозначается словом «раr-zi-lum» (ср. ивр. «ברזל» — «барзель», лат. ferrum и рус. железо), известно что железные изделия изготовлялись хаттами в начале второго тысячелетия до нашей эры. Об этом свидетельствует текст хеттского царя Анитты (около 1800 г. до н. э.) в котором сказано — «Когда на город Пурусханду в поход я пошёл, человек из города Пурусханды ко мне поклониться пришёл. Он мне железный трон и железный скипетр в знак покорности преподнёс».
Кроме того, халибы добывали золото и серебро. Среди окружающих народов они слыли мастерами кузнечного дела, и имели большое уважение, так что по их названию сложились некоторые имена: например, в Библии упоминается Халев (Калеб) из колена Иуды — участник исхода евреев из Египта, бывший активным сторонником и лазутчиком Моисея (Чис. 13:7, Нав. 15:13). В Сирии был широко известен крупный город Халеб (Алеппо), построенный хеттами.

### Первоисточники по Кавказским халибам
- Гомер (Ⅷ в. до н. э.): Илиада. II.856. См. также там в примеч.: № 856—857. Гомер называет их алибами;
- Есхил (525—456 г. до н. э.): Прометей прикованный. 715. Стр. 255;
- Геродот (484—425 г. до н. э.): История. I.5.28
- Ксенофонт (430 до н. э.-356 до н. э.): Анабасис. Кн. IV.3.3, IV.4.18; IV.5.34, IV.6.5; IV.7.15-18; V.5.1; Добавка анонима: VII.8.25
- Лукафрон (Ⅳ-Ⅲ вв. до н. э.): Александра. 1109.
- Псевдо-Аристотель: О невероятных слухах, II.48. (ВДИ, 1947, № 2, стр. 327)
- Диодор Сицилийский (90-30 гг. до н. э.): Историческая библиотека. XIV, 29.1.
- Страбон (64/63 г. до н. э.—23/24 г. н. э.): кн. XII.3.18-28
- Плиний Старший (24-79 г.): Естественная история. VI.4.11.; VIII.56(82);
- Плутарх (46-127 г.): Сравнительные жизнеописания — Лукулл 14:19
- Дионисий Периэгет (Ⅱ в.): Описание Ойкумены. Стр. 768
- Гай Юлий Солин (Ⅲ в.): Собрание достопамятных сведений. Гл. II. 3.15.5.
- Аполлоний Родосский (Ⅲ-Ⅳ вв.): Аргонафтика. Песнь I : 1323; Песнь II: 375, 1001, 1004; Песнь IV:1474.
- Аммиан Марцеллин (330—395 гг.): Римская история. XXII.8.21.

### Вторичные источники
- Г. Г. Гиоргадзе. «Текст Анитты» и некоторые вопросы ранней истории хеттов (см. annals.xlegio.ru)
- Хахутайшвили Д. А. К хронологии колхидско-халибского центра древнежелезной металлургии. «Вопросы древней истории (Кавказско-ближневосточный сборник)». V, Тбилиси, 1977, с. 119 и сл.
- Р. М. Абрамишвили, К вопросу об освоении железа на территории Восточной Грузии,ВГМГ,XXII-В, 1961.
- Арутюнян, Б. А. // К вопросу об этнической принадлежности населения бассейна реки Чорох в VII—IV вв. до н. э. // Պատմա-բանասիրական հանդես, № 1-2 . pp. 233–246. ISSN 01350536